# Zachowanie organizacyjne
Zachowanie organizacyjne to współczesna dyscyplina koncentrująca się na behawioralnych aspektach zarządzania.
Dziedzina zachowania organizacyjnego, czerpie z szerokiej interdyscyplinarnej podstawy – z psychologii, socjologii, antropologii, ekonomii i medycyny. Przedstawiciele tego kierunku przyjmują całościowe spojrzenie na zachowanie, odnosząc je do procesów indywidualnych, grupowych i organizacyjnych.
Ważnymi kwestiami są tu: zadowolenie z pracy, stres, motywacja, różnice indywidualne, cechy osobowości, postawy, przywództwo, dynamika grupowa, polityka organizacyjna, konflikt międzyludzki oraz struktura i schemat organizacji. Podejście to zmieniło sposób myślenia menedżerów; traktują pracowników już nie tylko jako narzędzia, ale jako cenne zasoby. Złożoność zachowania indywidualnego utrudnia jednak jego trafne przewidywanie.
Kontrakt określający wzajemne zachowania, to ogólny zestaw oczekiwań jednostki co do tego, jaki będzie jej wkład w organizację i co uzyska w zamian.
| Wkład jednostki                                           | Zachęty ze strony organizacji:                                                     |
| wysiłek zdolności lojalność kwalifikacje czas kompetencje | płaca pewność zatrudnienia świadczenia możliwości kariery statut możliwości awansu |

Zachowanie w miejscu pracy to wzorzec działania członków organizacji, który bezpośrednio lub pośrednio wpływa na sprawność organizacji.
Do ważnych zachowań w miejscu pracy należą:
- dobra praca i wydajność,
- absencja i fluktuacja kadr
- poczucie przynależności do organizacji

## Typy zachowań w miejscu pracy
- Zachowania produktywne – łączny zestaw zachowań związanych z pracą, których organizacja oczekuje od jednostki. Są wpisane w kontrakt określający wzajemne zachowania. W niektórych przypadkach łatwo można zdefiniować i zmierzyć zachowania produktywne (np. pracownik wykonujący pracę taśmową), w innych przypadkach zachowania te są bardziej złożone i znacznie trudniejsze do oceny (np. praca naukowca)
- Zachowanie polegające na wycofaniu się prowadzi do absencji i zwiększonej fluktuacji kadr
- Poczucie więzi z organizacją – zachowanie jednostek przyczyniające się do ogólnie pozytywnego wkładu w działania organizacji. O tego typu zachowaniach decyduje złożona mozaika zmiennych – indywidualnych, społecznych i organizacyjnych
- Zachowania przywódcze – można wyodrębnić dwie podstawowe formy, które położone są na dwóch przeciwległych krańcach kontinuum (na podstawie badań naukowców z uniwersytetu Michigan, pod kierunkiem R. Likerta):
  - skoncentrowane na zadaniach – zachowanie przywódców, którzy zwracają baczną uwagę na pracę i procedury robocze związane z danym stanowiskiem, interesują się osiągnięciami pracowników
  - skoncentrowane na pracownikach – zachowanie przywódców, którzy pracują nad stworzeniem spójnych zespołów roboczych i dbają o zadowolenie pracowników. Podstawową ich troską jest dobro podwładnych

Z szerokich badań ankietowych, prowadzonych przez naukowców na uniwersytecie Ohio, również wynika, że istnieją dwa podstawowe zachowania przywódcze:
- zachowania inicjujące strukturę; zachowanie przywódców, którzy definiują rolę przywódców ten sposób, że każdy wie, czego się od niego wymaga, ustalają formalne linie komunikacji i określają sposób wykonywania zadań.
- zachowania mające wzgląd na innych; zachowanie przywódców, którzy wykazują troskę o podwładnych oraz starają się stworzyć ciepłą, przyjazną i wspomagającą ludzi atmosferę.